# Matteo de' Pasti

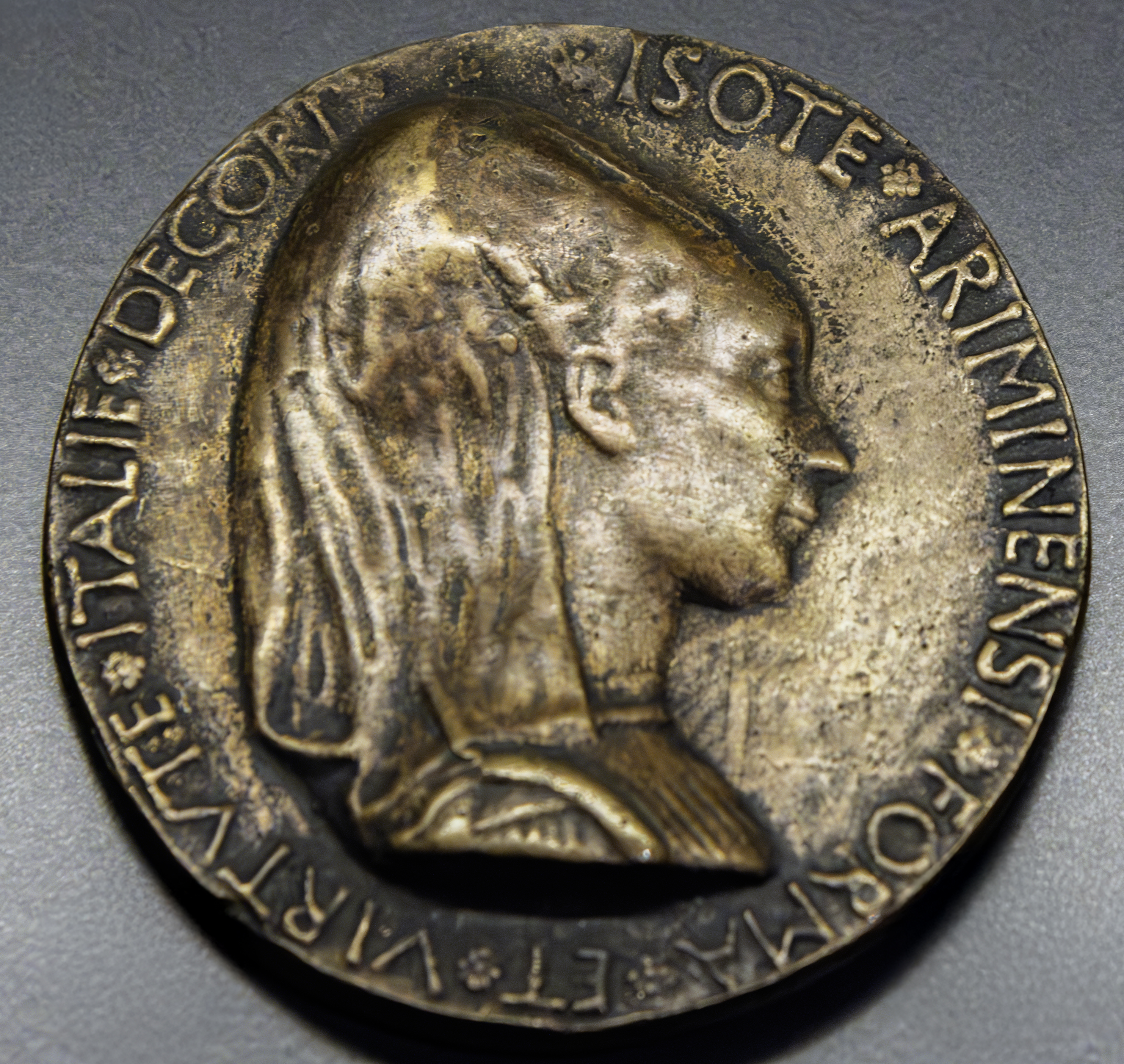
Medaglia di Isotta degli Atti

Matteo de' Pasti (Verona, 1412 circa – Rimini, 1468) è stato un medaglista e miniatore italiano, attivo soprattutto a Rimini. Si forma nella bottega di Pisanello a partire dai primi anni '20 avviando con questi un sodalizio destinato a durare sino all'anno del suo approdo definitivo a Rimini nel 1449.

## Biografia
Tra 1444 e il 1445 collaborò con Giorgio d'Alemagna a Verona e a Ferrara nella miniatura di 10 quaderni di un breviario per Lionello d'Este. Era entrato intanto in contatto con il Pisanello, di cui fu aiuto come medaglista nelle stesse città, e lo seguì a Rimini nel 1446, eseguendo alcune delle sue più delicate medaglie, come quelle delle serie di Sigismondo e di Isotta (1446), cui seguirono quelle raffiguranti Guarino Veronese, Timoteo Maffei, Leon Battista Alberti.
La sua attività di architetto si esplicò a Rimini nel rinnovamento interno (1446-1468) della chiesa medievale di San Francesco (detta poi Tempio Malatestiano), per cui si occupò dell'acquisto dei materiali, della progettazione delle cappelle interne e della direzione dei lavori, in seguito, anche della decorazione esterna, ideata dall'Alberti. Realizzò i fregi degli sguanci della porta e della finestra che si aprono nel prospetto, mentre assai discussa è l'attribuzione di altre parti, realizzate in collaborazione con Agostino di Duccio.
Di particolare interesse è la medaglia coniata nel 1450 dove sul verso si trova l'aspetto del Tempio Malatestiano secondo il progetto originario, dotato di un'immensa cupola, unica testimonianza dell'effetto desiderato al termine dei mai conclusi lavori.

## Opere

### Serie di Sigismondo
| Recto | Verso | Titolo | Dedica                        | Anno       | Diametro (cm) |
| ----- | ----- | --- | ----------------------------- | ---------- | ------------- |
|       |       | Medaglia di Sigismondo Pandolfo Malatesta e il cimiero (due versioni, con e senza firma)                                                | Sigismondo Pandolfo Malatesta | 1446       | 4,24          |
|       |       | Medaglia di Sigismondo Pandolfo Malatesta, con scudo                                                                                    | Sigismondo Pandolfo Malatesta | 1446       | 4,3           |
|       |       | Medaglia di Sigismondo Pandolfo Malatesta, con la Fortuna                                                                               | Sigismondo Pandolfo Malatesta | 1447       | 4,1           |
|       |       | Medaglia di Sigismondo Pandolfo Malatesta e Castel Sismondo (versione "Pan[dulfus] F[ilius]")                                           | Sigismondo Pandolfo Malatesta | 1446       | 8,2           |
|       |       | Medaglia di Sigismondo Pandolfo Malatesta e Castel Sismondo (versione "Capitanevs")                                                     | Sigismondo Pandolfo Malatesta | 1446       | 8,2           |
|       |       | Medaglia di Sigismondo Pandolfo Malatesta e Castel Sismondo (versione "Sigismondvs" "Ec[c]lesie G Generalis" con rosetta)               | Sigismondo Pandolfo Malatesta | 1446       | 8,3           |
|       |       | Medaglia di Sigismondo Pandolfo Malatesta e la Fortezza (due versioni, una con iscrizione "Generalis" e un'iscrizione "F Pontifici Et") | Sigismondo Pandolfo Malatesta | 1446       | 7,9           |
|       |       | Medaglia di Sigismondo Pandolfo Malatesta e Castel Sismondo (versione "Sigismvndvs" "Ec[c]lesie G Generalis" senza rosetta)             | Sigismondo Pandolfo Malatesta | 1446-1447  | 8,1           |
|       |       | Medaglia di Sigismondo Pandolfo Malatesta e braccio con palma                                                                           | Sigismondo Pandolfo Malatesta | 1447       | 3,2           |
|       |       | Medaglia di Sigismondo Pandolfo Malatesta e il Tempio Malatestiano (2 versioni, una con busto laureato, una senza)                      | Sigismondo Pandolfo Malatesta | 1450       | 4             |
|       |       | Medaglia di Sigismondo Pandolfo Malatesta Poliorcites et Imperator Semper Invictus (senza verso)                                        | Sigismondo Pandolfo Malatesta | 1453 circa | 8,8           |

### Serie di Isotta
| Recto | Verso | Titolo                                                                                  | Dedica            | Anno | Diametro (cm) |
| ----- | ----- | --------------------------------------------------------------------------------------- | ----------------- | ---- | ------------- |
|       |       | Medaglia di Isotta degli Atti senza velo e l'elefante (due versioni, con e senza firma) | Isotta degli Atti | 1446 | 8,4           |
|       |       | Medaglia di Isotta degli Atti velata e l'elefante                                       | Isotta degli Atti | 1446 | 8,4           |
|       |       | Medaglia di Isotta degli Atti velata e il libro                                         | Isotta degli Atti | 1446 | 4,2           |
|       |       | Medaglia di Isotta degli Atti senza velo e il libro                                     | Isotta degli Atti | 1446 | 4,2           |
|       |       | Medaglia di Isotta degli Atti e l'angelo (due versioni, con e senza firma)              | Isotta degli Atti | 1446 | 4             |

### Altre
| Recto | Verso | Titolo                                                          | Dedica                                     | Anno            | Diametro (cm) |
| ----- | ----- | --------------------------------------------------------------- | ------------------------------------------ | --------------- | ------------- |
|       |       | Medaglia di Benedetto de' Pasti                                 | Benedetto de' Pasti, fratello dell'artista | 1440 circa      | 9,1           |
|       |       | Medaglia di Guarino Veronese                                    | Guarino Veronese                           | 1446 circa      | 9,3 circa     |
|       |       | Medaglia di Leon Battista Alberti                               | Leon Battista Alberti                      | 1446-1450 circa | 8,7           |
|       |       | Medaglia di Gesù Cristo (2 varianti)                            | Gesù                                       | 1450 circa      | 9,2           |
|       |       | Medaglia di Timoteo Maffei (due versioni, una con verso liscio) | Timoteo Maffei                             | 1460 circa      | 8,78          |